# Motorsport i Asien
Asien är en kontinent där motorsporten kom sent. Bara i Japan har organiserad racing funnits sedan precis efter andra världskriget. Ingen asiatisk förare har någonsin vunnit någon VM-titel i formel 1, men japanska motorcykelförare har tagit hem ett flertal VM-titlar i roadracing. 2010 arrangerade Asien sex VM-deltävlingar i formel 1.

## Kända utövare
- Norifumi Abe
- Hiroshi Aoyama
- Nasser Al-Attiyah
- Prince Bira
- Tetsuya Harada
- Noriyuki Haga
- Takazumi Katayama
- Ukyo Katayama
- Daijiro Kato
- Satoshi Motoyama
- Kazuki Nakajima
- Satoru Nakajima
- Shinya Nakano
- Takuma Sato
- Aguri Suzuki
- Kenan Sofuoglu
- Toranosuke Takagi
- Alex Yoong

## Övriga viktiga personer
- Soichiro Honda
- Mansour Ojjeh

## Länder
- Afghanistan
- Armenien
- Azerbajdzjan
- Bahrain
- Bangladesh
- Bhutan
- Brunei
- Burma
- Cypern
- Filippinerna
- Förenade Arabemiraten
- Georgien
- Indien
- Irak
- Iran
- Israel
- Japan
- Jemen
- Jordanien
- Kambodja
- Kazakstan
- Kina
- Kirgizistan
- Kuwait
- Laos
- Libanon
- Macao
- Malaysia
- Maldiverna
- Mongoliet
- Nepal
- Nordkorea
- Oman
- Pakistan
- Qatar
- Ryssland
- Saudiarabien
- Singapore
- Sri Lanka
- Sydkorea
- Syrien
- Tadzjikistan
- Taiwan
- Thailand
- Turkiet
- Turkmenistan
- Uzbekistan
- Vietnam
- Östtimor